# Ōnakatomi no Yoritomo
Ōnakatomi no Yoritomo (大中臣 頼基, vers 886-958) est un poète de waka du milieu de l'époque de Heian et un noble japonais. Il est choisi pour faire partie de la liste des trente-six grands poètes. 
Les poèmes de Ōnakatomi no Yoritomo sont inclus dans plusieurs anthologies officielles de poésie dont le Shūi Wakashū. Il existe une collection personnelle de poèmes appelée Yoritomo-shū (頼基集).